# Tillandsia 'Cajatambo'
Tillandsia 'Cajatambo' es un cultivar híbrido del género Tillandsia perteneciente a la familia Bromeliaceae.
Es un híbrido creado en el año 1993 con las especies Tillandsia latifolia × desconocido.